# AlphaBay
A AlphaBay Market era um mercado clandestino da Deep web que operava a partir da rede anonimato Tor. As operações do mercado foram fechadas pelo Departamento de Justiça dos Estados Unidos em 13 de julho de 2017, com colaboração do Canadá e da Tailândia. Seu criador, o canadense Alexandre Cazes, de 26 anos, foi encontrado morto em sua cela após ter cometido suicídio.
A plataforma era uma das maiores do mundo na venda de narcóticos, números de cartões de crédito e contas de serviço on-line roubadas.
Segundo relatórios do Europol, o mercado comerciava mais de 350.000 produtos ilegais, contando com 200.000 consumidores e 40.000 vendedores instalados.
Alexandre Cazes, 26 anos, criador da plataforma, foi preso na Tailânda no dia 5 de julho de 2017, acusado de ajudar a distribuir drogas, roubo de identidade, fraude e lavagem de dinheiro. Ele foi encontrado morto em sua cela dias depois, com suspeitas de que tenha cometido suicídio.